# Элорди, Джейкоб
Дже́йкоб Ната́ниэл Эло́рди (англ. Jacob Nathaniel Elordi; род. 26 июня 1997, Брисбен, Квинсленд, Австралия) — австралийский актёр. Широкую известность получил после выхода в свет сериала «Эйфория».

## Биография
Джейкоб Элорди родился в городе Брисбене штата Квинсленд в Австралии в семье Джона и Мелиссы Элорди. У него баскские корни. У него есть три старшие сестры. Учился в колледже Святого Иосифа в северном пригороде Брисбена. С юных лет он проявлял интерес к актёрскому мастерству и участвовал во многих школьных постановках.
Первое появление Элорди в голливудском кинематографе состоялось в фильме «Пираты Карибского моря: Мертвецы не рассказывают сказки». Он участвовал в массовке.
В 2017 году он снялся в фильме «Горячие каникулы», сыграв роль Рустера. Он также снялся в фильме «Будка поцелуев» в роли Ноа Флинна. В 2018 году Элорди снялся в фильме ужасов «Погребальные байки».
С 2019 года снимается в сериале «Эйфория» в роли плохого парня Нейта Джейкобса. После успеха первого сезона проекта HBO продлили его на 2 сезон, а недавно стало известно, что будет и третий.
18 марта 2022 года в российский прокат вышел эротический триллер Эдриана Лайна «Глубокие воды» при участии актёра. Фильм был снят по одноимённому роману Патриции Хайсмит. Помимо Элорди, в фильме сыграли Бен Аффлек и Ана де Армас. В ноябре 2022 года пополнил актёрский состав мини-сериала «Узкая дорога на дальний север» под режиссурой Джастина Курзеля.
В 2023 году Элорди снялся в триллере Эмеральд Феннелл «Солтберн» и сыграл Элвиса Пресли в биографическом фильме Софии Копполы «Присцилла: Элвис и я».

## Личная жизнь
С лета 2017 по осень 2018 года находился в отношениях с актрисой Джоуи Кинг, с которой снимался в фильме «Будка поцелуев».
После расставания встречался с актрисой Зендеей, его партнёршей в сериале «Эйфория». Слухи об их отношениях циркулировали долго, однако подтвердились они, когда папарацци заметили целующихся Джейкоба и Зендею в Нью-Йорке. Их отношения продлились недолго.
С августа 2020 по ноябрь 2021 года находился в отношениях с моделью Кайей Гербер.
С мая 2022 года встречается с блогером и моделью Оливией Джейд, дочерью актрисы Лори Локлин.

## Фильмография
| Год          | Название                                                | Роль                 | Примечания                                   |
| ------------ | ------------------------------------------------------- | -------------------- | -------------------------------------------- |
| 2015         | Carpe Liam                                              | Liam                 | Короткометражный фильм                       |
| 2016         | Max & Iosefa                                            | Max                  | Короткометражный фильм. Также автор сценария |
| 2017         | Пираты Карибского моря: Мертвецы не рассказывают сказки | St. Martins Marine   | В титрах не указан                           |
| 2018         | Горячие каникулы                                        | Рустер               |                                              |
| 2018         | Этим летом                                              |                      | Эпизодическая роль                           |
| 2018         | Будка поцелуев                                          | Ноа Флинн            |                                              |
| 2018         | Погребальные байки                                      | Джейк                |                                              |
| 2019 — н. в. | Эйфория                                                 | Нейт Джейкобс        |                                              |
| 2020         | Два сердца                                              | Крис                 |                                              |
| 2020         | Будка поцелуев 2                                        | Ноа Флинн            |                                              |
| 2021         | Будка поцелуев 3                                        | Ноа Флинн            |                                              |
| 2022         | Глубокие воды                                           | Чарли де Лайл        |                                              |
| 2023         | Присцилла: Элвис и я                                    | Элвис Пресли         |                                              |
| 2023         | Солтберн                                                | Феликс Кэттон        |                                              |
| 2023         | Кривая дорога                                           | Бобби                |                                              |
| 2023         | Нежный восток                                           | Ян                   |                                              |
| 2024         | О, Канада                                               | молодой Леонард Файф |                                              |
| 2024         | На быстрых лошадях                                      | Джулиус              |                                              |
| 2025         | Франкенштейн                                            | Франкенштейн         |                                              |
| 2025         | Узкая дорога на дальний север                           | Дорриго Эванс        | Мини-сериал                                  |
| 2026         | Грозовой перевал                                        | Хитклифф             |                                              |
| 2026         | Собачьи звёзды                                          | Хиг                  |                                              |